# Каттанах, Джордж
Джордж Джеймс Каттанах (англ. George James Cattanach; 25 июля 1878, Александрия, Онтарио, Канада — 29 января 1954, Ист-Чикаго, США) — канадский игрок в лякросс, чемпион летних Олимпийских игр 1904.
Выиграл несколько титулов в составе клуба «Монреаль Шэмрокс» (англ. Shamrock Lacrosse Club of Montreal), затем играл за «Виннипег Шэмрокс» (англ. Shamrock Lacrosse Club of Winnipeg). Известно, что в 1903 году он входил в состав команды, выигравшей Трофей Гудзонова залива, Кубок Дрюри и чемпионат Виннипега. На Играх 1904 в Сент-Луисе Каттанах входил в состав первой сборной Канады, состоявшей из игроков «Виннипег Шэмрокс» (хотя к этому времени он уже переехал в Сент-Пол и играл там за местный клуб), играл на позиции пойнта. Его команда выиграла у команды США и сразу же заняла первое место, выиграв золотые медали.
Был хорошим легкоатлетом (пробегал 100 ярдов за 10,5 секунд).
В дальнейшем жил в США. Включён в Зал спортивной славы Манитобы (2004) и Зал славы лакросса Манитобы (2001) как член команды «Виннипег Шэмрокс».